# Åsa Vesterlund
Åsa Christina Vesterlund, född 12 december 1974 i Hortlax församling i Norrbottens län, är en svensk TV-personlighet och fotomodell som har medverkat i realityprogram som Svenska Hollywoodfruar (2014–2016 samt 2018) och Svenska New York-fruar (2010).
Hon är numera[när?] bosatt i Florida och Kalifornien i USA. Vesterlund är sedan 2014 separerad från Darrin Frye och har tidigare varit bosatt i New York och Los Angeles. Hon har medverkat i Svenska Hollywoodfruar i TV3 tillsammans med Maria Montazami, Britt Ekland, Gunilla Persson, Elena Belle, Sofie Prydz, Caroline Grane, Agnes-Nicole Winter och Isabel Adrian. Hon flyttade till USA som tonåring för att jobba som barnflicka.[källa behövs]